# 小行星2395
小行星2395（2395 Aho）是一颗绕太阳运转的小行星，为主小行星带小行星。该小行星于1977年3月17日发现。
該小行星以哈佛大學天文台的職員阿爾內·J·阿霍（Arne J. Aho）命名。

## 轨道参数
小行星2395的轨道半长轴为3.0803841 UA，离心率为0.049。